# Ріден (Рейнланд-Пфальц)
Ріден (нім. Rieden) — громада в Німеччині, розташована в землі Рейнланд-Пфальц. Входить до складу району Маєн-Кобленц. Складова частина об'єднання громад Мендіг.
Площа — 9,10 км2. Населення становить 1168 ос. (станом на 31 грудня 2020).